# Eriocaulon perplexum
Eriocaulon perplexum là một loài thực vật có hoa trong họ Eriocaulaceae. Loài này được Satake & H.Hara mô tả khoa học đầu tiên năm 1938.